# 예산효교리매향비
예산효교리매향비(禮山孝橋里埋香碑)는 대한민국 충청남도 예산군 봉산면 효교리에 있는 매향비이다. 2001년 6월 30일 충청남도의 기념물 제155호로 지정되었다.